# Murat Bektanow

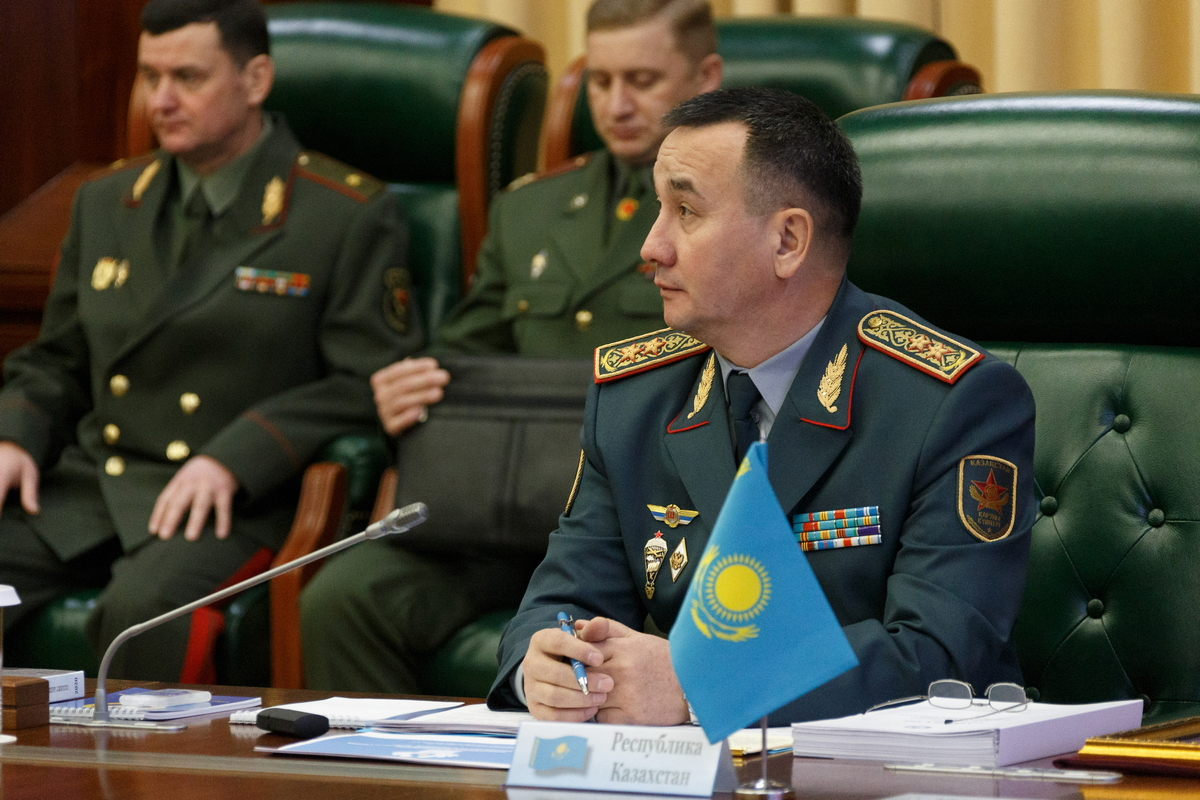
Murat Bektanow (2021)

Murat Käribajuly Bektanow (kasachisch Мұрат Кәрібайұлы Бектанов Mūrat Kärıbaiūly Bektanov, russisch Мурат Карибаевич Бектанов Murat Karibajewitsch Bektanow; * 18. September 1965 in Sokolowka, Kasachische SSR) ist ein kasachischer Generalleutnant und ehemaliger Verteidigungsminister Kasachstans.

## Leben
Bektanow wurde 1965 im Dorf Sokolowka im heutigen Audan Qysylschar in Nordkasachstan geboren. Zwischen 1983 und 1984 leistete er Wehrdienst in der sowjetischen Armee.
Nach dem Wehrdienst begann er eine Ausbildung an einer Militärakademie in Kiew in der Ukrainischen SSR. Nach dem Abschluss 1988 war er Kommandant eines motorisierten Schützenzuges in der sowjetischen Armee. Nach der Unabhängigkeit Kasachstans diente er in der kasachischen Armee, wo er Leiter einer Aufklärungseinheit eines Luftlandebataillons war. Von 1993 bis 1997 war er an einer Militärakademie in Almaty tätig und anschließend bis 1998 war Bektanow stellvertretender Kommandeur eines motorisierten Schützenbataillons sowie Offizier einer Abteilung für Kampfausbildung des kasachischen Verteidigungsministeriums. Von 1998 bis 2000 studierte er an der Militärakademie der Streitkräfte der Republik Kasachstan. Nach dem Abschluss dort war er leitender Offizier beim Generalstab der kasachischen Streitkräfte und zwischen 2001 und 2005 war er Leiter der Abteilung für operative Angelegenheiten und Ausbildungsabteilung der Republikanischen Garde.
Von 2005 bis 2007 absolvierte er ein Studium an der Militärakademie des Generalstabes der Streitkräfte der Russischen Föderation in Moskau. Nachdem er dort einen Abschluss erlangt hatte, arbeitete er zunächst für das Stabschefskomitee des Verteidigungsministeriums Kasachstans bevor er 2013 Kommandeur der Bodentruppen des Regionalkommandos Ost in Semei wurde. Von Juni bis September 2016 bekleidete er die Position des ersten stellvertretenden Chefs des Generalstabs der Streitkräfte. Am 28. September 2016 wurde er auf Anordnung des Präsidenten zum Oberbefehlshaber der Bodentruppen ernannt und am 5. April 2019 wurde Bektanow zum Generalstabschef der kasachischen Streitkräfte und gleichzeitig auch zum ersten stellvertretenden Verteidigungsminister befördert. Nach den schweren Explosionen in Arys, die zum Tod von vier Menschen führten, wurden Bektanow und weitere Personen der Militärführung vom kasachischen Präsidenten offiziell getadelt. Am 6. Mai 2020 wurde er in den Rang eines Generalleutnants befördert.
Am 31. August 2021 wurde er von Präsident Qassym-Schomart Toqajew zum Verteidigungsminister ernannt. Nach den schweren Unruhen in Kasachstan im Januar 2022 mit Dutzenden Toten wurde Bektanow am 19. Januar von Toqajew entlassen. Bei der Vorstellung seines Nachfolgers übte er scharfe Kritik an ihm. So warf er ihm vor, dass er während der Unruhen keine Führungsqualität gezeigt habe. Am 20. Februar wurde er schließlich festgenommen, die Generalstaatsanwaltschaft leitete gegen ihn ein Ermittlungsverfahren wegen Untätigkeit in seiner amtlichen Funktion ein. Später jedoch wurden die Vorwürfe gegen ihn verschärft, die Ermittlungen wurden nun wegen Amtsmissbrauchs geführt. So sagte Generalstaatsanwalt Berik Assylow bei einer Anhörung vor einem Militärgericht im Januar 2023, dass Bektanow „während des Ausnahmezustands eindeutig illegale Befehle erteilt und strategische Einrichtungen ohne militärischen Schutz gelassen hat“.
Am 24. Februar 2023 wurde Bektanow wegen Amtsmissbrauchs zu zwölf Jahren Haft verurteilt. Die genaue Rolle Bektanows während der Unruhen und welche Beweise in dem Verfahren vorgelegt wurden, sind öffentlich nicht bekannt; das gesamte Verfahren wurde unter Ausschluss der Öffentlichkeit geführt.